# Llista de cràters de Tità
En aquest article només es mostra els noms oficials aprovats per la Unió Astronòmica Internacional (UAI).
Aquesta és una llista de cràters amb nom de Tità, un dels satèl·lits naturals de Saturn, descobert el 1655 per l'astrònom Christiaan Huygen (1629-1695).
El 2019, els 11 cràters amb nom de Tità representaven el 0,20% dels 5475 cràters amb nom del Sistema Solar. Altres cossos amb cràters amb nom són Amaltea (2), Ariel (17), Cal·listo (142), Caront (6), Ceres (115), Dàctil (2), Deimos (2), Dione (73), Encèlad (53), Epimeteu (2), Eros (37), Europa (41), Febe (24), Fobos (17), Ganímedes (132), Gaspra (31), Hiperió (4), Ida (21), Itokawa (10), Janus (4), Japet (58), Lluna (1624), Lutècia (19), Mart (1124), Mathilde (23), Mercuri (402), Mimas (35), Miranda (7), Oberó (9), Plutó (5), Proteu (1), Puck (3), Rea (128), Šteins (23), Tebe (1), Terra (190), Tetis (50), Titània (15), Tritó (9), Umbriel (13), Venus (900), i Vesta (90).

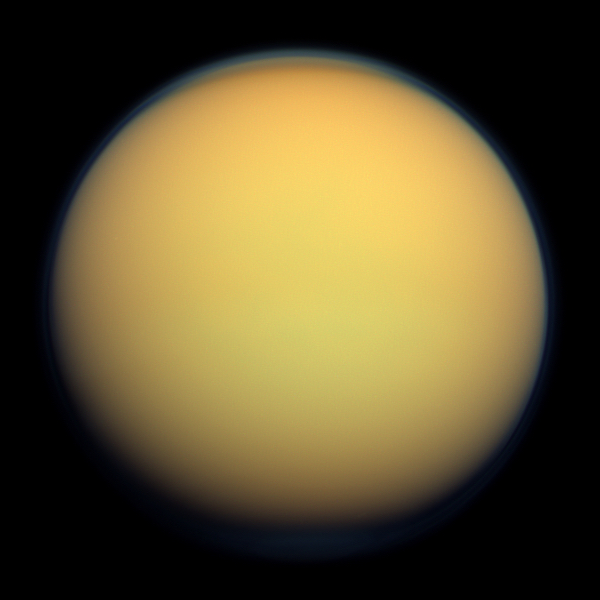
Imatge de Tità (color veritable) realitzada per les sondes espacials Cassini-Huygens a una distància de 191.000 km, 2012. L'atmosfera de Tità fa que la lluna més grossa de Saturn sembli una bola de color taronja.
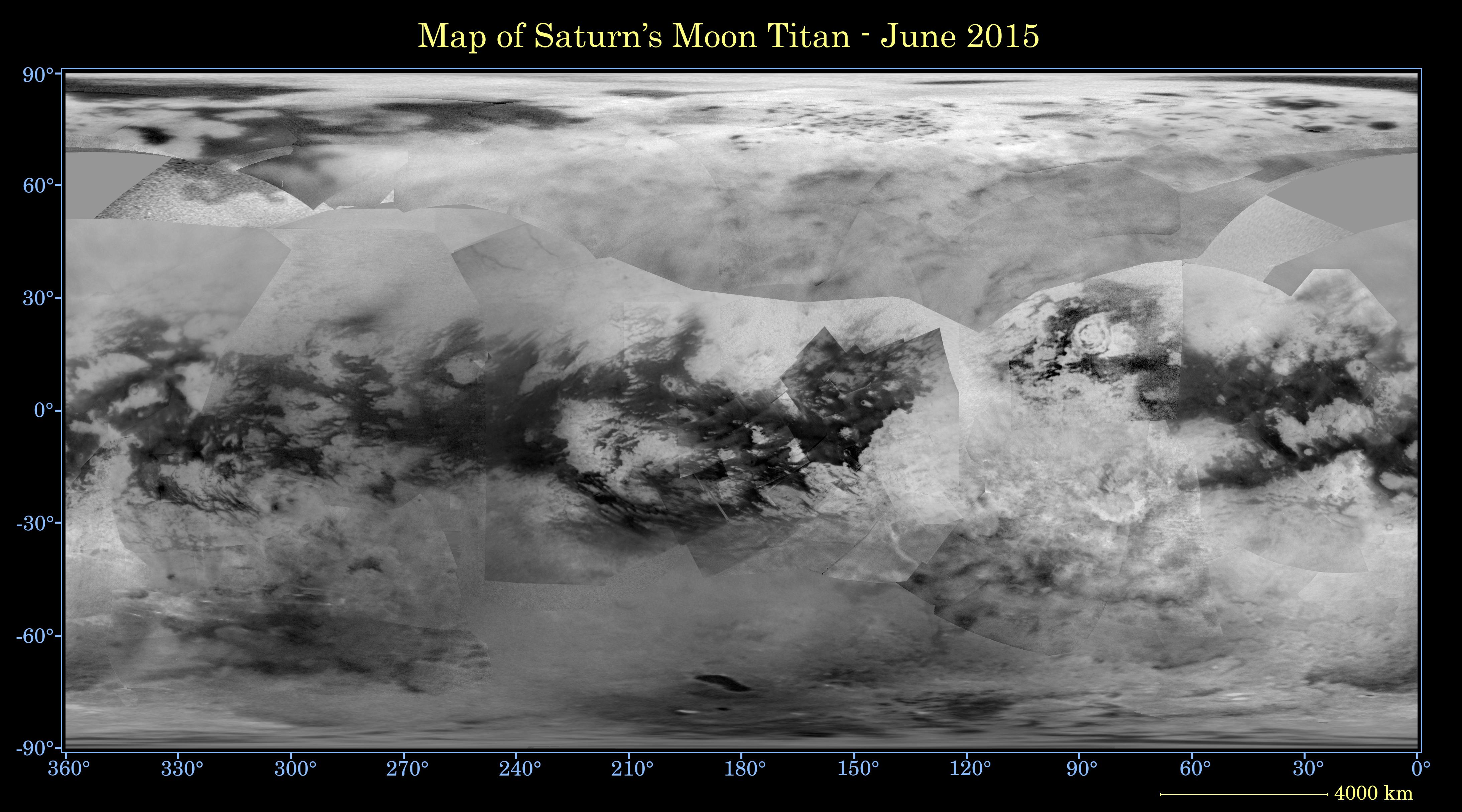
Mapa topogràfic de Tità realitzar a partir de les imatges rebudes de les sondes espacials Cassini-Huygens, 2015
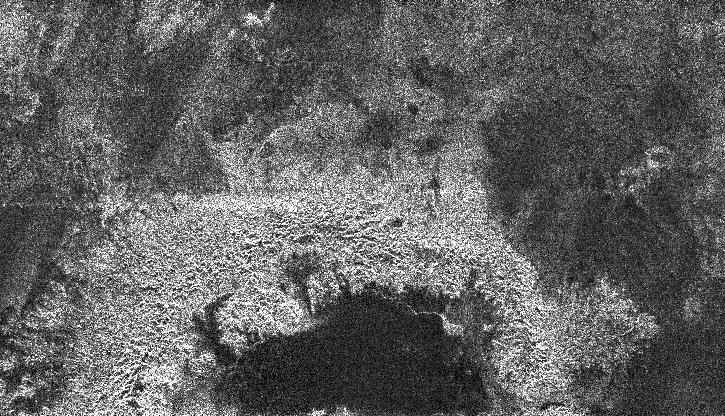
Imatge de radar d'un cràter d'impacte de 139 km de diàmetre a la superfície de Tità, que mostra un sòl llis, una vora robusta i, possiblement, un pic central

Les dades rebudes de les sondes espacials Cassini-Huygens han revelat pocs cràters d'impacte a la superfície de Tità. Aquests impactes semblen ser relativament joves en comparació amb l'edat de Tità. Entre els pocs cràters d'impacte descoberts s'inclouen una conca d'impacte de dos anells de 440 km anomenada Menrva vista per la sonda espacial Cassini com un patró concèntric brillant i fosc. També s'han observat un cràter de 60 km de planta plana anomenat Sinlap, i un cràter de 30 km amb un pic central i un pis fosc anomenat Ksa. El radar i les imatges de Cassini també han revelat «crateriformes», característiques circulars a la superfície de Tità que poden estar relacionades amb un impacte, però no tenen certes característiques que els puguin identificar com a cràters. Per exemple, Cassini ha observat un anell de 90 km de material aspre i brillant conegut com a Guabonito. Es creu que aquesta característica és un cràter d'impacte omplert per sediments foscos. S'han observat diverses característiques similars a les fosques regions de Shangri-la i Aaru. El radar va observar diverses característiques circulars que poden ser cràters a la brillant regió de Xanadu durant el sobrevol de Cassini sobre Tità el 30 d'abril de 2006
Molts dels cràters de Tità, o cràters probables, mostren proves d'una gran erosió, i tots mostren alguna indicació de modificació. Hi ha poca evidència de formació de palimpsests mitjançant la relaxació crosta viscoelàstica, a diferència d'altres grans llunes glaçades. La majoria de cràters tenen pics centrals i tenen sòls suaus, possiblement a causa de la generació de l'impacte o posterior erupció de lava criovolcànica. Una de les raons de la deficiència relativa de cràters de Tità és l'escut atmosfèric; es calcula que l'atmosfera de Tità redueix el nombre de cràters a la seva superfície en un factor de dos.
La limitada cobertura de radar d'alta resolució de Tità obtinguda fins al 2007 (22%) va suggerir l'existència de no-uniformitats en la distribució del cràter. Xanadu té entre dues i nou vegades més cràters que en altres llocs. Hi ha densitats de cràters més baixes a les zones de les dunes equatorials i a la regió polar nord (on els llacs i mars d'hidrocarburs són més comuns).
Els models anteriors a Cassini de trajectòries i angles d'impacte suggereixen que, quan l'impactador colpeja la crosta de gel d'aigua, es queda una petita quantitat d'ejeccions com a aigua líquida dins del cràter. Pot persistir com a líquid durant segles o més, suficient per «la síntesi de molècules simples precursores fins a l'origen de la vida».

## Llista
Els cràters de Tità porten els noms de divinitats de la saviesa de diverses cultures.
La latitud i la longitud es donen com a coordenades planetogràfiques amb longitud oest (+ Oest; 0-360).
| Cràter  | Coordenades                              | Diàmetre (km) | Epònim | Ref.  |
| ------- | ---------------------------------------- | ------------- | --- | ----- |
| Afekan  | 25° 48′ N, 200° 18′ O / 25.8°N,200.3°O   | 115,0         | Afekan - Deessa de la creació i del coneixement de la cultura indígena de Nova Guinea.                                             | WGPSN |
| Beag    | 34° 44′ S, 169° 33′ O / 34.74°S,169.55°O | 27,0          | Beag - Un Túatha Dé Danann de la mitologia celta que posseïa un pou màgic l'aigua del qual donava saviesa a aquells que el bevien. | WGPSN |
| Forseti | 25° 32′ N, 10° 24′ O / 25.53°N,10.40°O   | 145,0         | Forseti - Déu de la justícia, la pau i la veritat en la mitologia nòrdica.                                                         | WGPSN |
| Hano    | 40° 18′ N, 345° 06′ O / 40.3°N,345.1°O   | 100,0         | Hano - Divinitat del coneixement, l'educació i la màgia en la cultura Bella Coola.                                                 | WGPSN |
| Ksa     | 14° 00′ N, 65° 24′ O / 14.0°N,65.4°O     | 29,0          | Ksa - Divinitat de la saviesa de la cultura dels Lakota i dels Oglala.                                                             | WGPSN |
| Menrva  | 20° 06′ N, 87° 12′ O / 20.1°N,87.2°O     | 392,0         | Menrva - Deessa de la saviesa, de la guerra, de l'art, de l'escola i del comerç de la mitologia etrusca.                           | WGPSN |
| Momoy   | 11° 36′ N, 44° 36′ O / 11.6°N,44.6°O     | 40,0          | Momoy - Deïtat de coneixement, educació, màgia, salut i curació en la cultura dels Chumash.                                        | WGPSN |
| Mystis  | 0° 04′ N, 194° 52′ O / 0.07°N,194.86°O   | 20,0          | Mystis - Nimfa de la mitologia grega.                                                                                              | WGPSN |
| Selk    | 7° 00′ N, 199° 00′ O / 7.0°N,199.0°O     | 80,0          | Selk - Una de les representacions d'Isis de la mitologia egípcia.                                                                  | WGPSN |
| Sinlap  | 11° 18′ N, 16° 00′ O / 11.3°N,16.0°O     | 80,0          | Sinlap - Esperit de saviesa de la cultura dels Jingpo a Kachin (Birmània).                                                         | WGPSN |
| Soi     | 24° 18′ N, 140° 54′ O / 24.3°N,140.9°O   | 75,0          | Soi - Divinitat de la saviesa de la cultura dels melanesis de Nova Irlanda (Papua Nova Guinea).                                    | WGPSN |